# البرتو ردوندو
البرتو ردوندو (انگلیسی: Alberto Redondo؛ زادهٔ ۲۲ مهٔ ۱۹۹۷) بازیکن فوتبال اهل اسپانیا است.
از باشگاه‌هایی که در آن بازی کرده‌است می‌توان به باشگاه فوتبال ختافه اشاره کرد.